# مانوئل گودوی
مانوئل گودوی (انگلیسی: Manuel Godoy; زاده ۱۲ مهٔ ۱۷۶۷ – درگذشته ۴ اکتبر ۱۸۵۱) سیاست‌مدار و ژنرال نظامی اهل اسپانیا بود.
وی از سال ۱۷۹۲ تا ۱۷۹۸ وزیر اول (نخست‌وزیر) اسپانیا بوده‌است، گودوی به نشان‌هایی همچون نشان پشم زرین و لژیون دونور دست پیدا کرده بود.

## نگارخانه

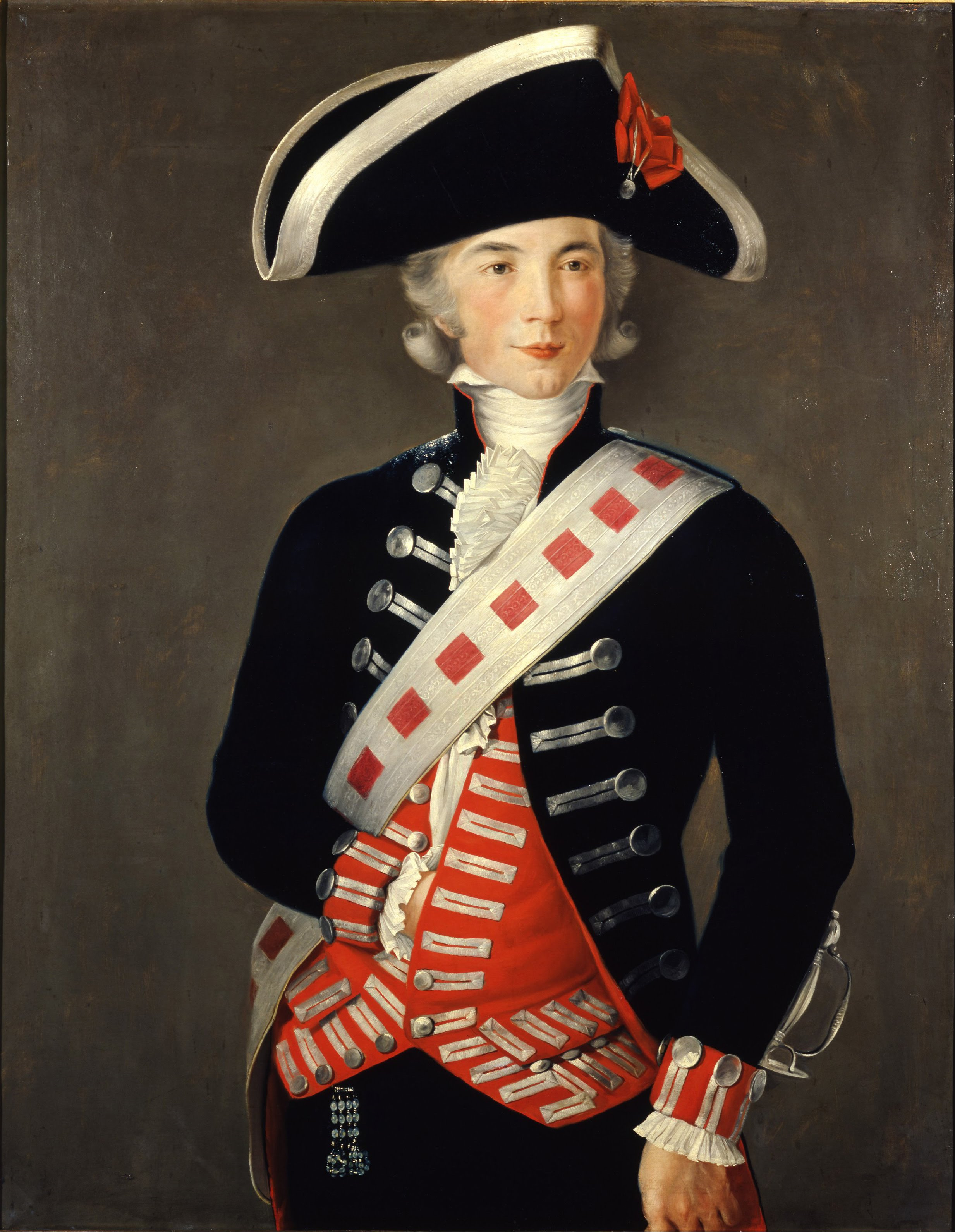
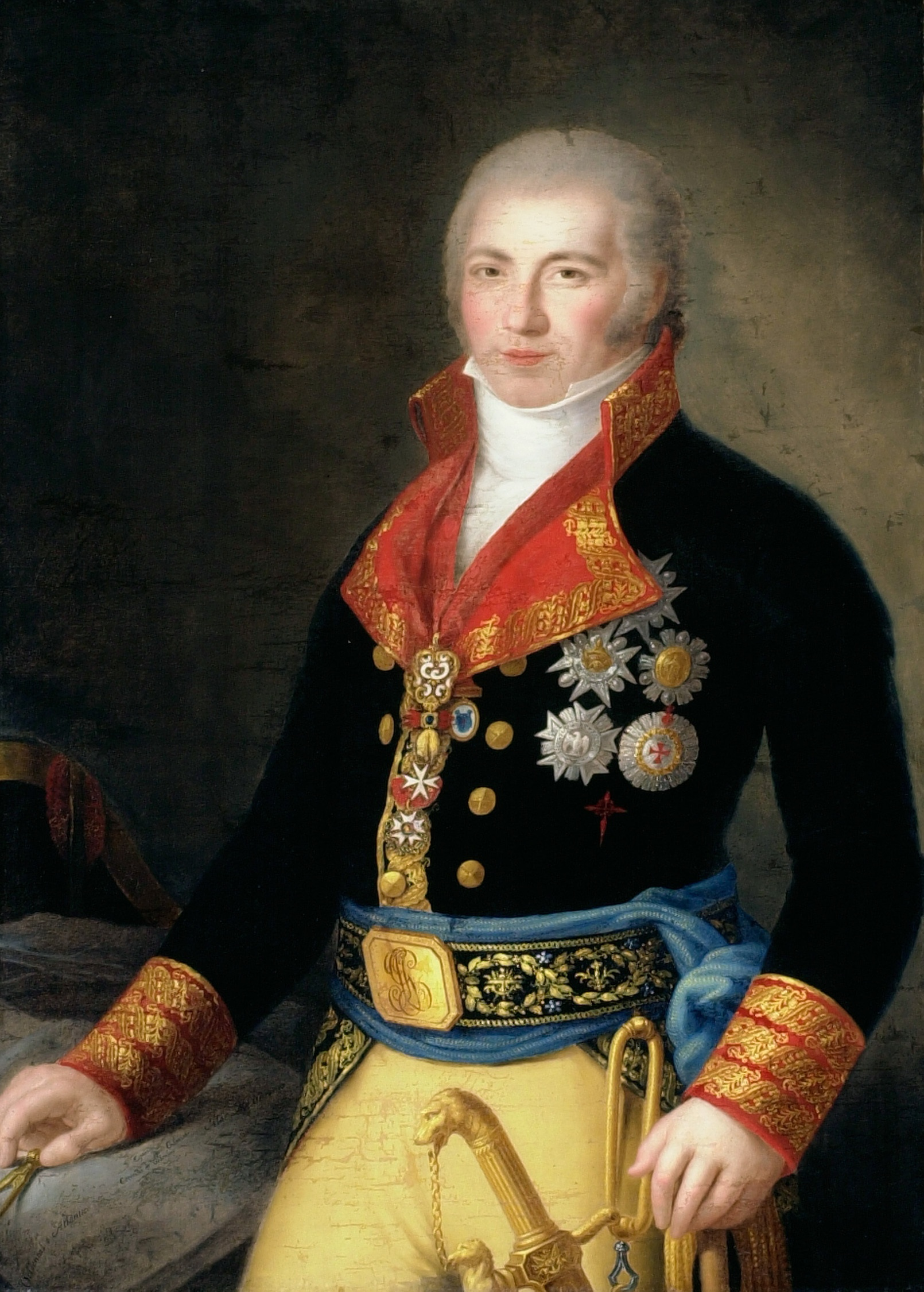
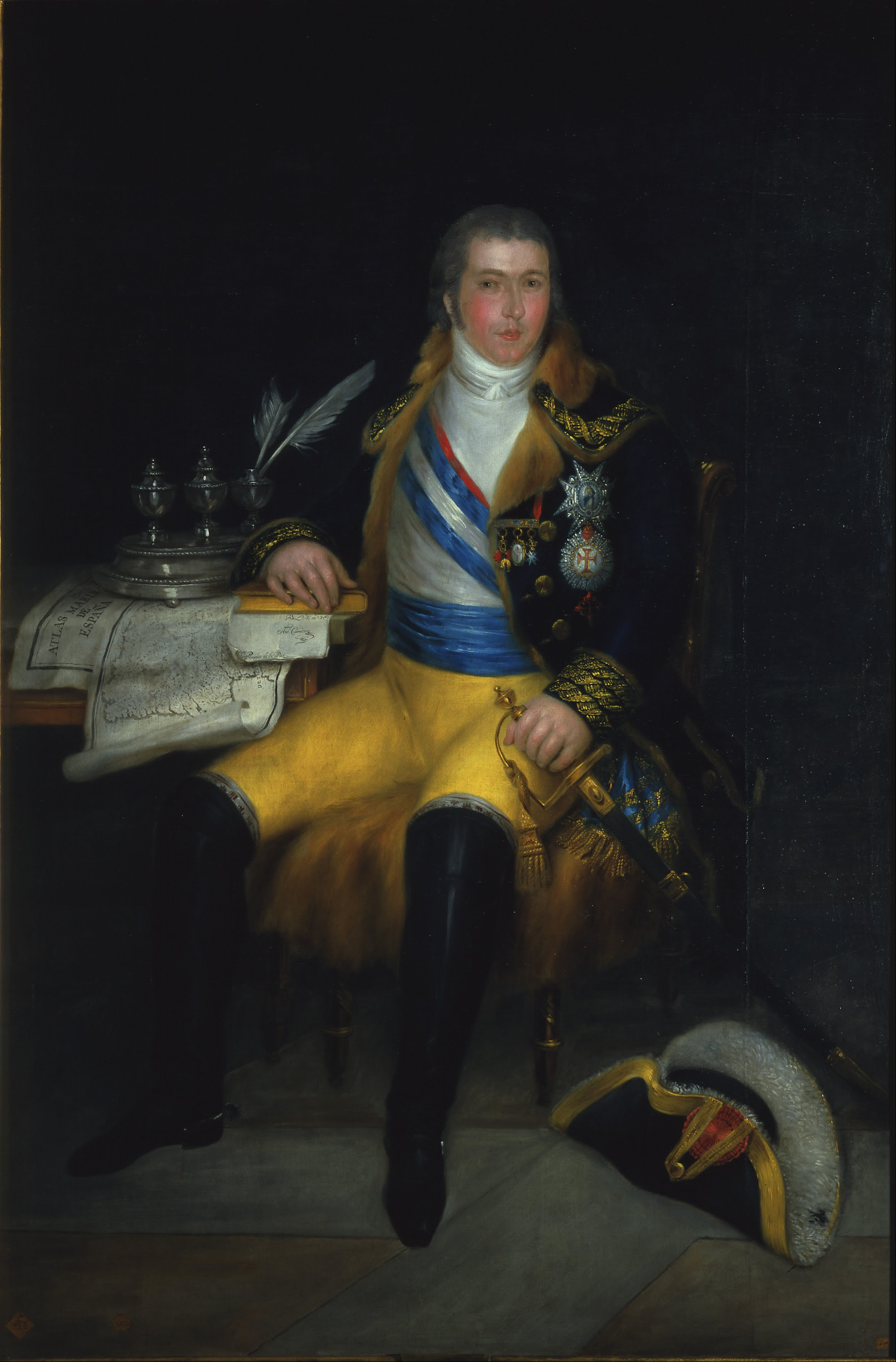
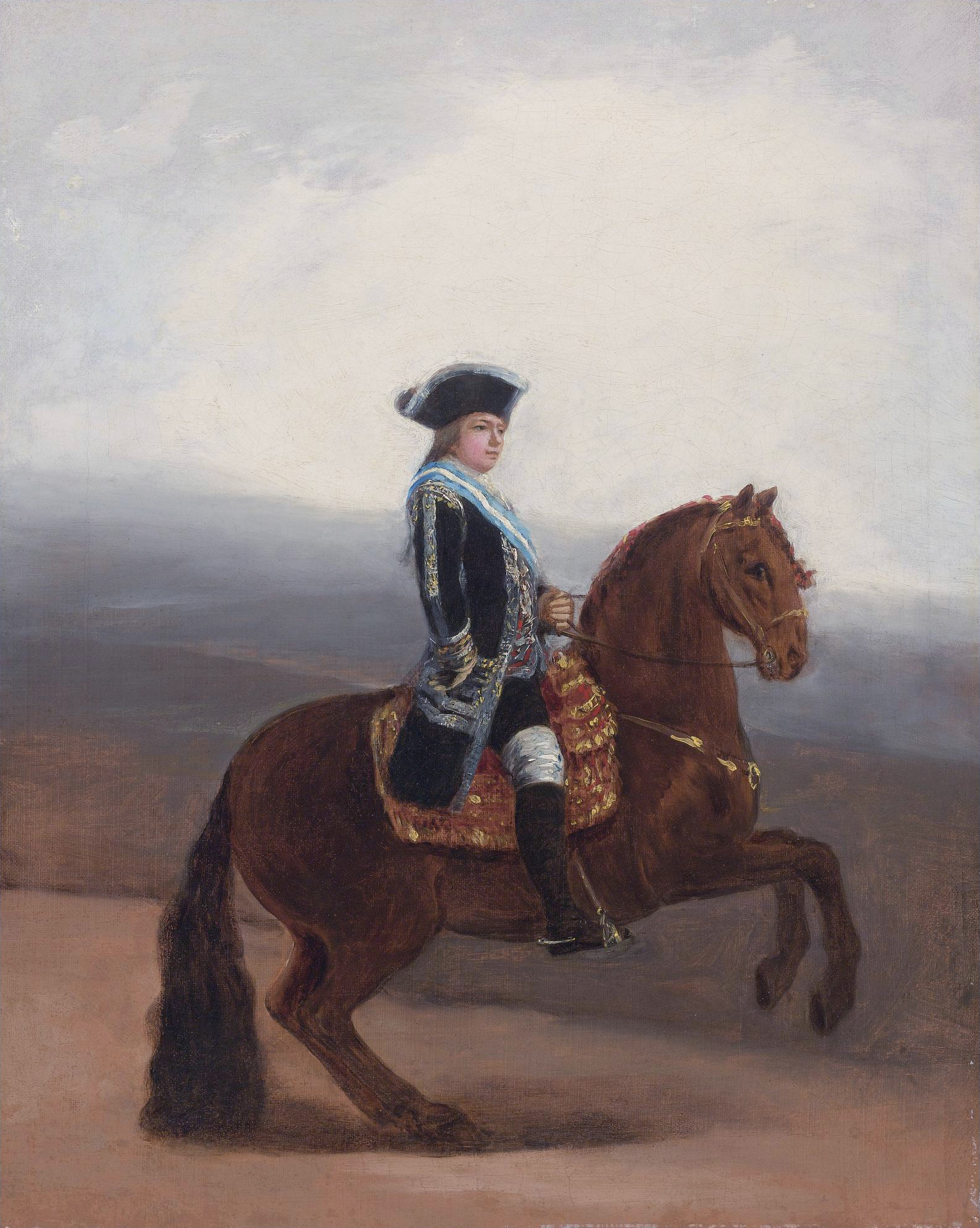
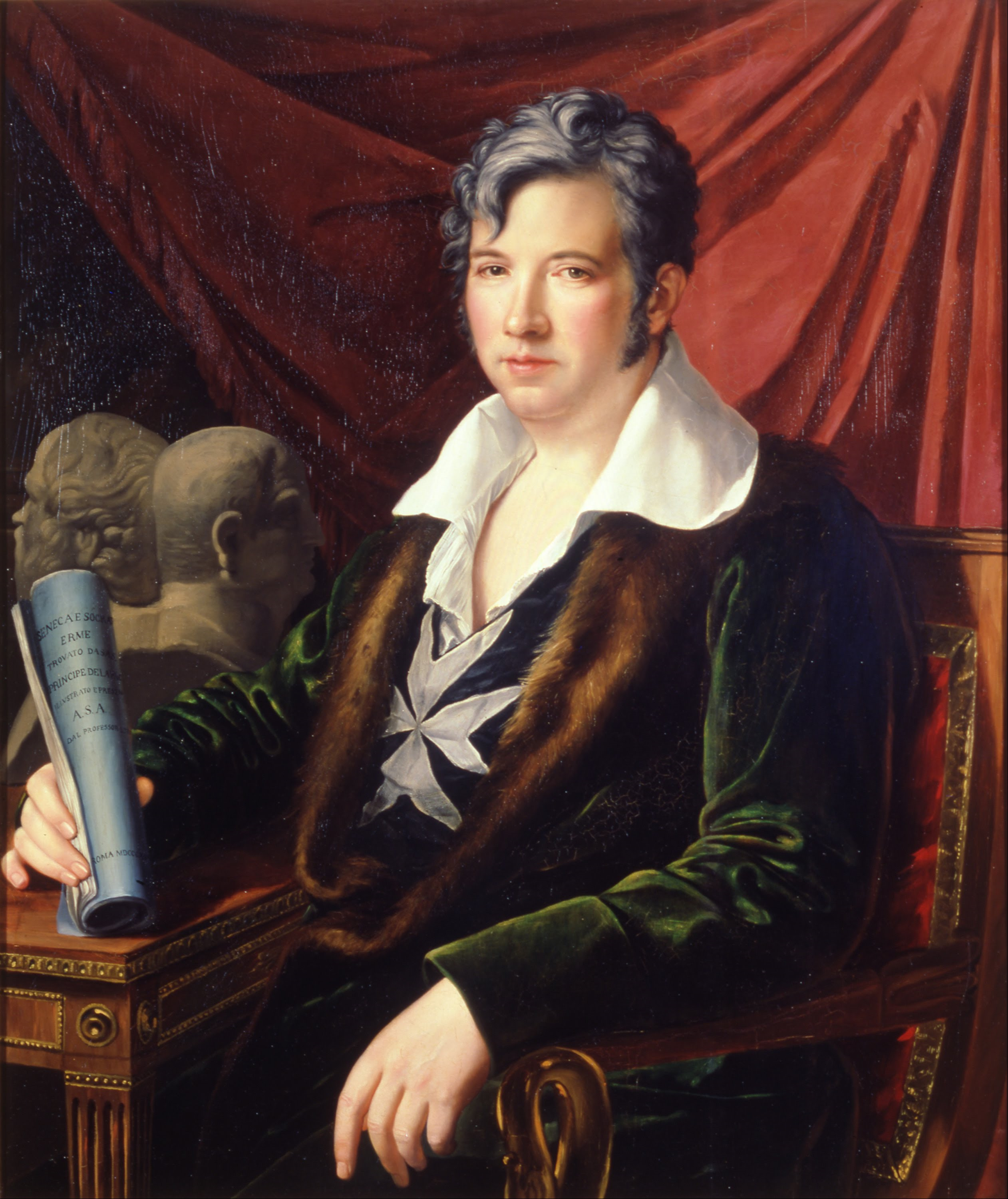
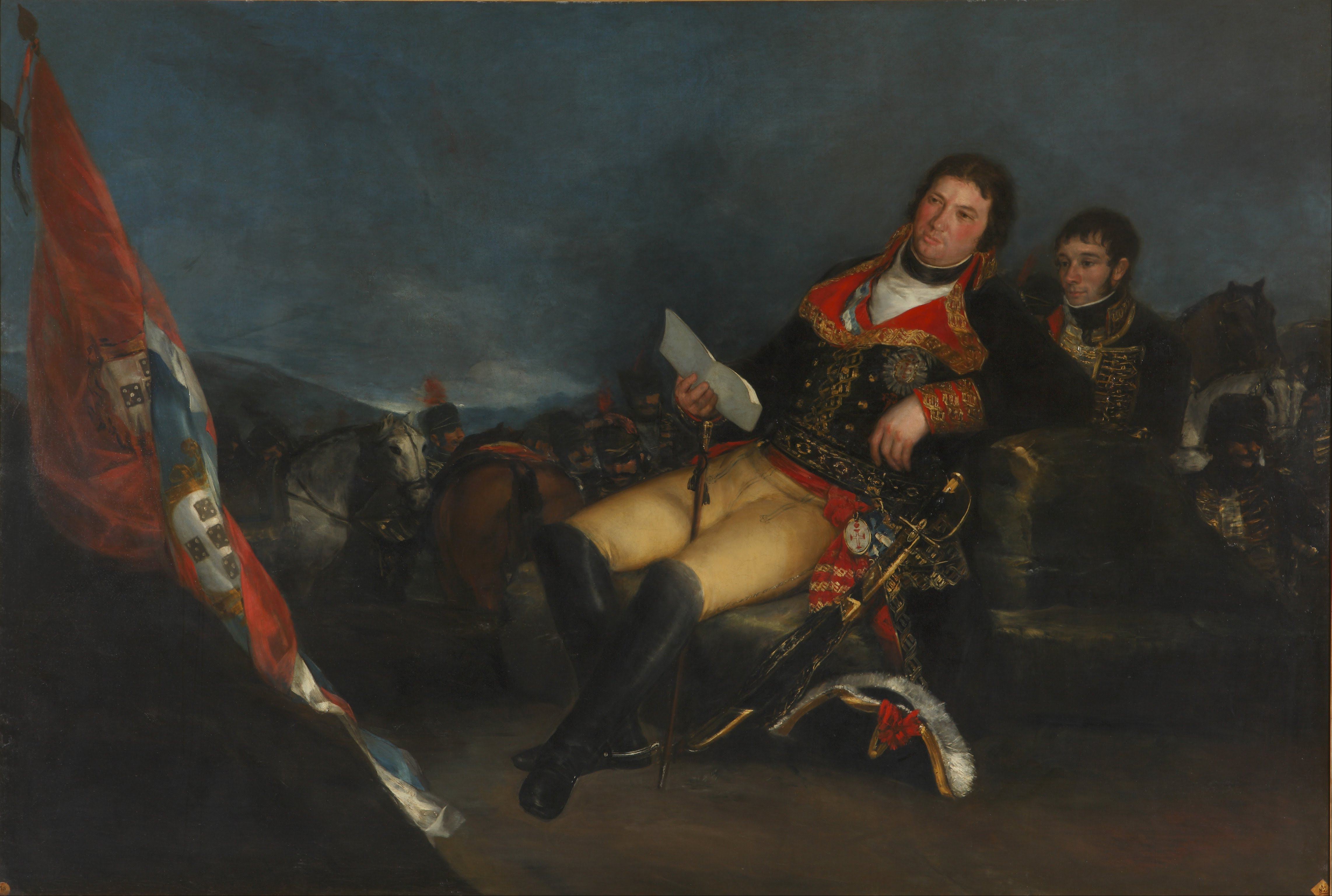
پرترهٔ ژنرال گودوی
اثر فرانسیسکو گویا